# Mens in beweging
Mens in beweging is een kunstwerk in Amsterdam-Zuid.
De creatie van kunstenaar Peter van den Akker is geplaatst en staat aan de Arent Janszoon Ernststraat in de wijk Buitenveldert. Van den Akker maakte de beeldengroep in opdracht van de GGZ Buiten Amstel die daar gevestigd is in gebouw met huisnummer 1187. Het kunstwerk bestaat vier cortenstalen platen, die aan elkaar zijn gezet. Uit elke plaat is een silhouet van een mensfiguur gespaard. Desalniettemin lijkt het of de vier "uitgesneden" mensen met elkaar praten of juist weglopen van elkaar. Een van de vier uitgesneden mensen is terug te vinden aan de gevel van het gebouw; ook hij/zij is van cortenstaal, te interpreteren als geest buiten het lichaam. Het kunstwerk stond eerst aan de voorgevel van het gebouw maar werd later verplaatst, ook de eenzame figuur verhuisde van voor- naar zijgevel.
Mens in beweging werd op 21 juni 2007 onthuld als eerbetoon aan psychiater Paul Dercksen, die bij de instelling heeft gewerkt.
In het gebouw zijn ook twee figuren van Peter van den Akker te zien onder de titel Inside, outside; het is een kunstwerk dat om een hoek van een gangpad is gevouwen. Elders in het gebouw hangen zeefdrukken van de kunstenaar.

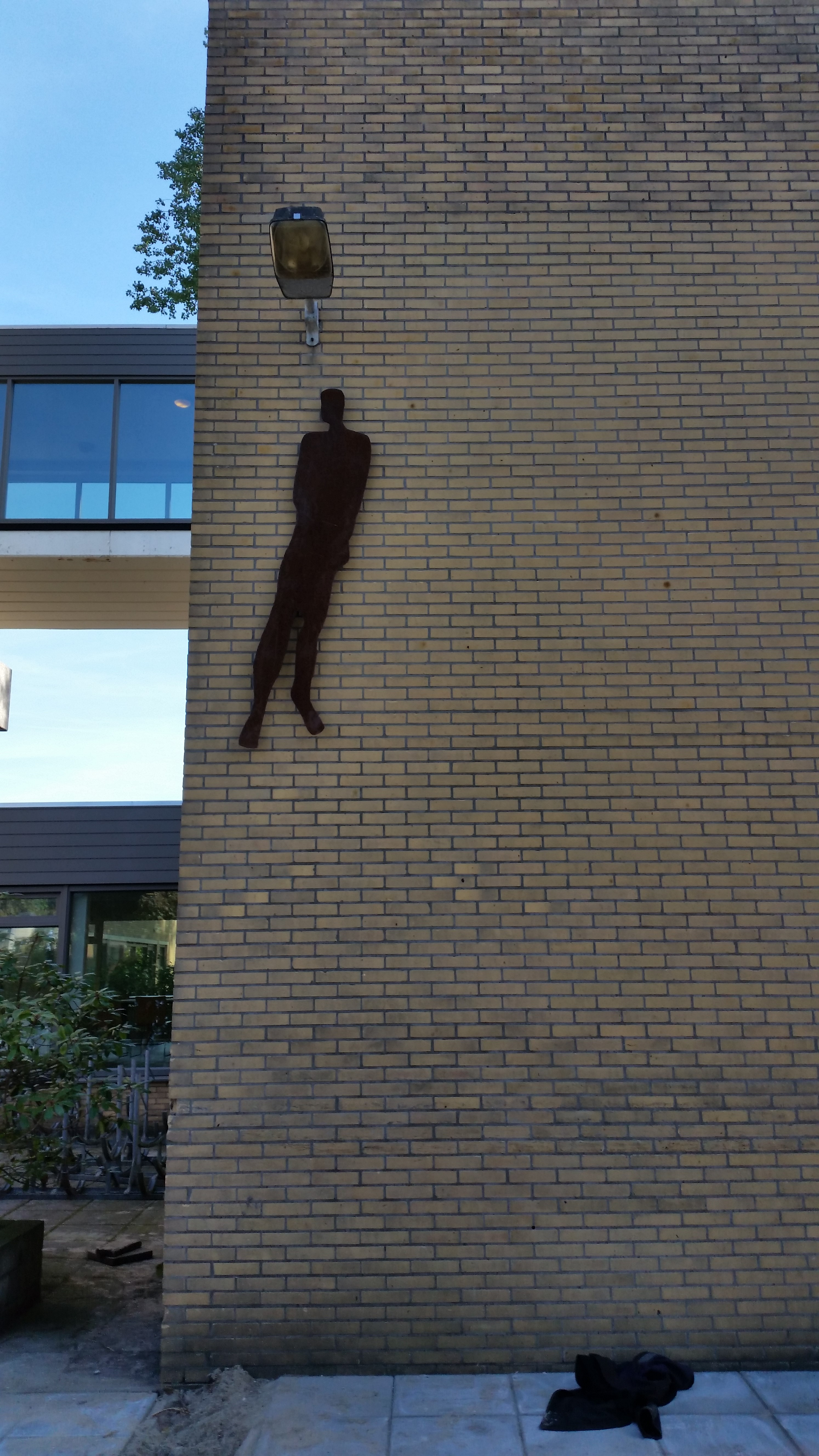
De figuur aan de gevel (oktober 2018)